# Francesco Piacenza
Francesco Piacenza (Napoli, 1637 – Modena, 1687) è stato un cartografo, giurista e scacchista italiano.

## Biografia
Dottore in diritto civile e canonico fu per otto anni segretario dell'ambasciatore di S.M. Cattolica in Germania. A Bologna fu segretario del principe Guzman quando il cardinale Boncompagni fu vescovo della città. Nel 1683 pubblicò, a Torino, il trattato I Campeggiamenti negli Scacchi, ossia nuova disciplina d'attacchi, difese e partiti del giuoco nello stile antico, che nel nuovo arciscacchiere, stratagemmi ed invenzioni.
Viaggiò molto in Italia e all'estero giocando un po' ovunque anche con poste in denaro. Era specialista in atti con pezzi segnati o in case segnate.
Inventò un arciscacchiere di 100 case con due nuovi pezzi: il Centurione e il Decurione.
Membro dell'Accademia degli Immobili all'Università di Modena dove nel 1686-87 tenne un corso naturalistico. Dopo un viaggio di studio nelle isole dell'Egeo scrisse L'Egeo Redivivo, ossia corografia dell'arcipelago e dello stato antico e attuale di quelle isole, pubblicato postumo a Modena nel 1688.